# 白苞南星
白苞南星（学名：Arisaema candidissimum）为天南星科天南星属的植物，是中国的特有植物。分布在中国大陆的四川、云南、西藏等地，生长于海拔2,700米至3,300米的地区，多生于栎林以及河谷灌丛中。